# Baie de Suruga
Pour les articles homonymes, voir Suruga.
La baie de Suruga (駿河湾, Suruga-wan) est une baie du Japon située entre le cap Omae (御前崎, Omae-zaki) et la péninsule d'Izu. Elle borde la préfecture de Shizuoka, autrefois dénommée province de Suruga.